# Aeroportul Batom
Aeroportul Batom (IATA: BXM, ICAO: WABM) este un aeroport din Papua⁠(d), Indonezia.
Situat la o altitudine de 109 m, aeroportul dispune de o singură pistă.